# 須藤民彦
須藤 民彦（すどう たみひこ、1947年 - ）は、日本の実業家、パイオニア株式会社元代表取締役社長。

## 人物・経歴
1947年、群馬県生まれ。1970年3月、立教大学社会学部卒業。同年4月パイオニア株式会社入社。1977年1月、Pioneer Electronic (Europe) NV 出向。1988年3月、国際部ヨーロッパ部長、1989年2月、Pioneer Electronic (Holland) NV 社長。1994年4月、カー・エレクトロニクス事業部企画部部長、2000年3月、モーバイルエンタテインメントカンパニー（ＭＥＣ）バイスプレジデント。2000年6月執行役員、2002年6月常務執行役員、2003年6月常務取締役、2004年6月代表取締役専務取締役、2005年6月代表取締役副社長。2006年1月代表取締役社長。